# La Légende du Fantôme
Pour plus de détails, voir Fiche technique et Distribution.
La Légende du fantôme est un film muet français réalisé par Segundo de Chomón et sorti en 1908. Julienne Mathieu en est l'interprète principale.

## Fiche technique
- Titre : La Légende du fantôme
- Titre anglais: The Legend of the Phantom
- Réalisation : Segundo de Chomón
- Scénario : Segundo de Chomón
- Société de production : Pathé Frères
- Langue originale : Muet
- Format : Noir et blanc
- Genre : Comédie
- Durée : 13 minutes 30 secondes (310 m)[1]

## Distribution
- Julienne Mathieu